# Brunfalk
Brunfalk (Falco berigora) är en fågel i familjen falkar inom ordningen falkfåglar. Den förekommer på Nya Guinea och i Australien.

## Utseende
Brunfalken är en storhövdad falk med varierande brunaktig fjäderdräkt, från mörkt chokladbrun till rödaktig och brungul. I alla dräkter har den ett mörkt mustaschstreck, påfallande långa obefjädrade ben och en fint tvärbandad stjärt. Mörka fåglar kan misstas för svartfalk som har fjädrar på benen samt ett mer kantigt och kraftigt utseende. Under glidflykt håller den sina vingspetsar något uppåt.

## Utbredning och systematik
Brunfalken förekommer på Nya Guinea och i Australien. Den delas in i tre underarter med följande utbredning:
- Falco berigora novaeguineae – förekommer på östra och centrala Nya Guinea och i kusttrakter i norra Australien
- Falco berigora berigora – förekommer i Australien (utom i den sydvästra delen) och på Tasmanien
- Falco berigora occidentalis – förekommer i sydvästra och västra centrala Australien

Underarten occidentalis inkluderas ofta i nominatformen.

## Levnadssätt
Brunfalken är en vanlig fågel på landsbygden. Den ses ofta sitta på ledningar och stolpar. Populationerna tenderar att röra sig efter tillgång på föda och vatten.

## Status och hot
Arten har ett stort utbredningsområde, men tros minska i antal, dock inte tillräckligt kraftigt för att den ska betraktas som hotad. Internationella naturvårdsunionen IUCN listar arten som livskraftig (LC).

## Bilder
- Video om brunfalken

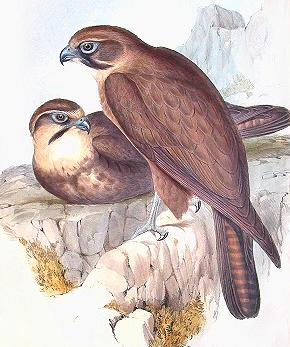
Teckning från Birds of Australia